# 乔波省
乔波省（法語：Province de la Tshopo）是位于刚果民主共和国东北部的一个省，首府基桑加尼，人口2,614,630（2005年），面積199,167 km²，是該國面積最大的省。

## 乔波省的镇
- 基桑加尼（Kisangani）
- 乌本杜（Ubundu）